# 武雄市立川登中学校
武雄市立川登中学校（たけおしりつ かわのぼりちゅうがっこう）は、佐賀県武雄市にある市立中学校。

## 概要
歴史
1966年（昭和41年）に武雄市内の中学校2校（東川登・西川登）の統合により創立。2026年（令和8年）に創立60周年を迎える。
校訓
「誠実・敬愛・自主」
校章
中央に「中」の文字を配している。
校歌
作詞は南益子、作曲は野田貞喜による。歌詞は3番まであり、各番に校名の「川登中学校」が登場する。
校区
「武雄市東川登地区、西川登地区全域」。小学校区は武雄市立東川登小学校、武雄市立西川登小学校。

## 沿革
旧・東川登中学校
- 1947年（昭和22年）
  - 4月1日 - 学制改革が行われる。
    - 東川登国民学校の初等科が「東川登村立東川登小学校」に改組される。
    - 東川登国民学校の高等科が青年学校普通科とともに、新制中学校「東川登村立東川登中学校」に改組される。

  - 5月3日 - 東川登小学校敷地にあった東川登青年学校校舎内に新制中学校が開校。
  - 10月20日 - 中学校校舎が完成。
- 1948年（昭和23年）3月 - 育友会が発足。青年学校が廃止される。
- 1949年（昭和24年）3月 - 校歌を制定。作詞は当時の諸石校長、作曲は野田教頭による。
- 1952年（昭和27年）
  - 5月 - 校舎を増築。
  - 12月 - 学校給食を開始。
- 1954年（昭和29年）4月1日 - 武雄市発足により、「武雄市立東川登中学校」に改称。
- 1966年（昭和41年）3月31日 - 統合により閉校。
  - ただし、統合校舎が完成するまでの間、「武雄市立川登中学校 東校舎」として存続。

旧・西川登中学校
- 1947年（昭和22年）
  - 4月1日 - 学制改革が行われる。
    - 西川登国民学校の初等科が「西川登村立西川登小学校」に改組される。
    - 西川登国民学校の高等科が青年学校普通科とともに、新制中学校「西川登村立西川登中学校」に改組される。

  - 5月3日 - 西川登小学校および、西川登青年学校の校舎を利用し、新制中学校が開校。
- 1950年（昭和25年）1月 - 中学校校舎が完成。
- 1953年（昭和28年）11月 - 講堂が完成。
- 1954年（昭和29年）4月1日 - 武雄市発足により、「武雄市立西川登中学校」に改称。
- 1961年（昭和36年）12月 - 学校給食を開始。
- 1966年（昭和41年）3月31日 - 統合により閉校。
  - ただし、統合校舎が完成するまでの間、「武雄市立川登中学校 西校舎」として存続。

統合・川登中学校
- 1966年（昭和41年）4月1日 - 上記の中学校2校を統合し、「武雄市立川登中学校」（現校名）となる。
  - 統合校舎が完成するまでの間、旧東川登中学校校舎を「東校舎」、旧西川登中学校校舎を「西校舎」として使用を継続。
- 1968年（昭和43年）1月 - 統合新校舎が完成し、移転を完了。東校舎および西校舎を廃止。
- 1969年（昭和44年）- 体育館が完成。

## 交通
最寄りの幹線道路
- 国道34号「川登中学校前」交差点
- 西九州自動車道 「武雄南IC」

## 周辺
- 徳圓寺
- かわのぼり保育園

## 参考資料
- 「武雄市史 中巻」（武雄市史編纂委員会, 1973年（昭和48年）1月30日）p.589～